# Carl Bosch
Carl Bosch (n. 27 august 1874, Köln, Imperiul German – d. 26 aprilie 1940, Heidelberg, Germania Nazistă) a fost un chimist german, laureat al Premiului Nobel pentru chimie în 1931, împreună cu Friedrich Bergius. El a făcut cercetări în domeniul chimiei industriale și al tehnologiei chimice. Probabil cea mai importantă descoperire a sa este sinteza amoniacului, metodă numită procesul Haber-Bosch, pe care a realizat-o în anul 1909.

## Biografie
Maria, Brezeanu (1974). Mică enciclopedie de chimie. Editura enciclopedică română. p. 108.